# Tarnowo (Szydłowo)
Tarnowo (deutsch Seegenfelde, früher Segefelde) ist ein Dorf in der Landgemeinde (Gmina) Szydłowo (Groß Wittenberg) im Powiat Pilski (Schneidemühler Kreis) der polnischen Woiwodschaft Großpolen.

## Geographische Lage
Der Ort liegt etwa 15 Kilometer östlich der Stadt Deutsch Krone (Wałcz), sechs Kilometer nördlich des Dorfs Lebehnke (Stara Łubianka) und sechs Kilometer östlich des Dorfs Wissulke (Wiesiółka).

## Geschichte

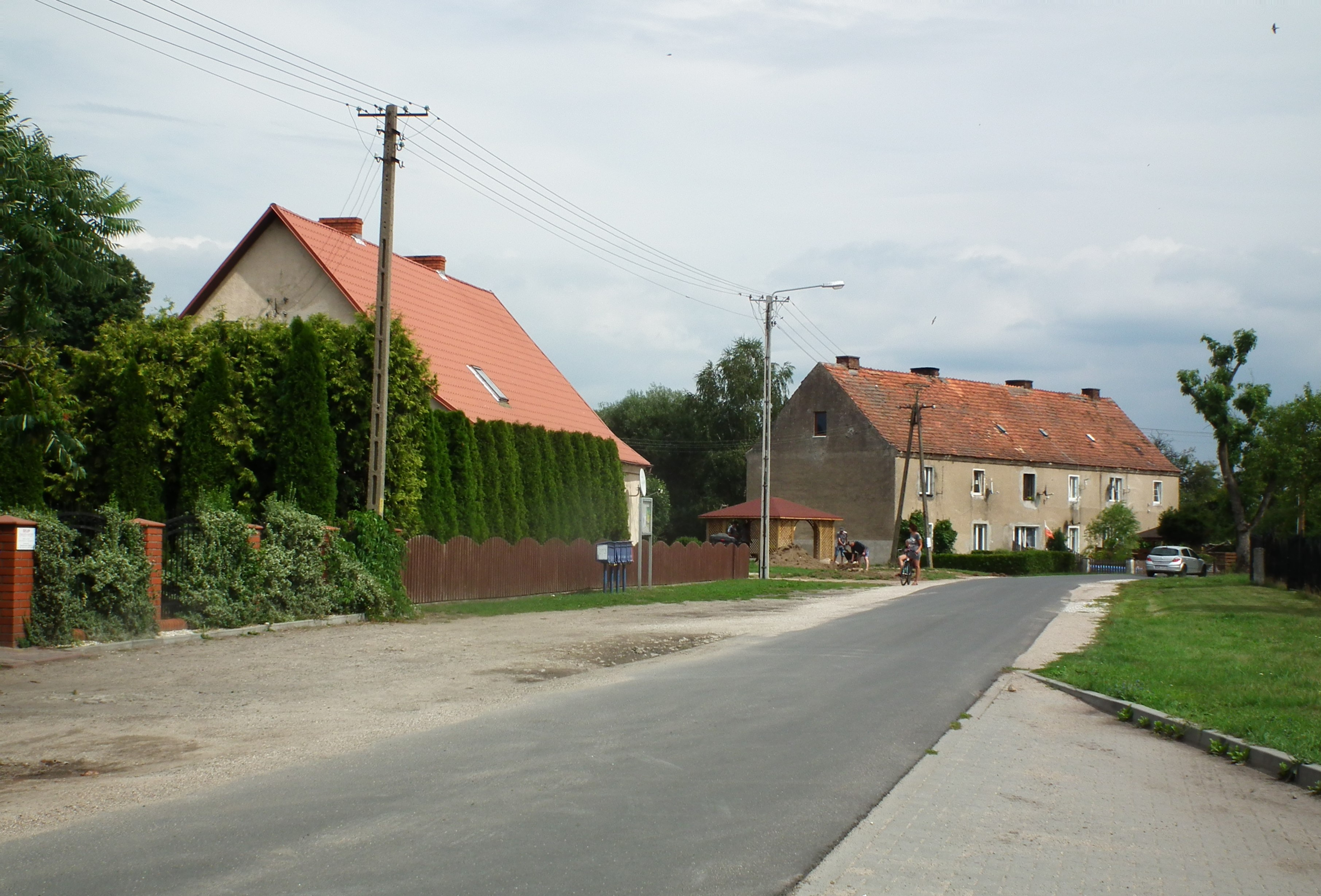
Dorfstraße (Aufnahme 2019)

Die Grenzregion des Netzedistrikts, in der das Dorf liegt, hatte ursprünglich zum Herzogtum Pommern gehört, war vorübergehend unter polnische Herrschaft gelangt und dann an die Markgrafen von Brandenburg gekommen. Im Rahmen der Ersten Teilung Polen-Litauens kam das Dorf 1772 zusammen mit dem Landkreis Deutsch Krone an Preußen. 
Ältere Ortsbezeichnungen sind Tarnowo (1582), Tarnowa (1768) und Dornau (1768), neupolnisch Pilnepole. Der deutsche Name Dornau könnte von einem Mitglied der adligen Familie gleichen Namens herrühren. 1564–1569 wird ein Mokronowski als Besitzer des Guts genannt. Im Jahr 1768, als Grenzkorrekturen gegenüber dem Gratialgut Wissulke vorgenommen wurden, besaß es Georg von Blankenburg. Dessen Familie befand sich noch 1772 im Besitz des Guts, das zu preußischer Zeit mit adligen Rechten beliehen wurde und ebenfalls ein Gratialgut war. Im Jahr 1804 wurde das Gut auf 8000 Taler abgeschätzt.
Um 1930 hatte die Gemeinde Seegenfelde eine 11,6 km² große Gemarkungsfläche, und auf dem Gemeindegebiet waren zwei Wohnplätze, auf denen insgesamt 42 bewohnte Wohnhäuser standen:
- Georgenhof
- Seegenfelde

Im Jahr 1945 gehörte Seegenfelde zum Landkreis Deutsch Krone im Regierungsbezirk Grenzmark Posen-Westpreußen der preußischen Provinz Pommern des Deutschen Reichs. Seegenfelde war dem Amtsbezirk Lebehnke zugeordnet.
Gegen Ende des Zweiten Weltkriegs besetzte im Frühjahr 1945 die Rote Armee die Region. Kurz danach wurde Seegenfelde seitens der sowjetischen Besatzungsmacht der Volksrepublik Polen zur Verwaltung überlassen. Seegenfelde wurde unter der polnischen Ortsbezeichnung „Tarnowo“ verwaltet. Es wanderten nun Polen zu. In der darauf folgenden Zeit wurde die einheimische Bevölkerung von der polnischen Administration aus Seegenfelde vertrieben. 
| Jahr | Einwohner | Anmerkungen |
| ---- | --------- | --- |
| 1783 | –         | königliches Gratialgut nebst einem Vorwerk und einer Mahl-Wassermühle, 19 Feuerstellen (Haushaltungen), im Netzedistrikt, Kreis Krone |
| 1818 | 128       | Dorf, adlige Besitzung |
| 1864 | 355       | davon 247 im Dorf (162 Evangelische, 85 Katholiken) und 108 im Gutsbezirk (71 Evangelische, 37 Katholiken)                            |
| 1910 | 283       | am 1. Dezember, davon 191 im Dorf (119 Evangelische, 72 Katholiken) und 92 im Gutsbezirk (64 Evangelische, 28 Katholiken)             |
| 1925 | 380       | darunter 252 Protestanten und 126 Katholiken                                                                                          |
| 1933 | 293       | [ 7 ] |
| 1939 | 395       | [ 7 ] |

## Kirche
Die Protestanten der bis 1945 anwesenden Dorfbevölkerung gehörten zum Kirchspiel Lebehnke.